# Chuck Daigh
Chuck Daigh, ameriški dirkač Formule 1, * 29. november 1923, Long Beach, Kalifornija, ZDA, † 29. april 2008.
Chuck Daigh je pokojni ameriški dirkač Formule 1. V svoji karieri je nastopil na šestih dirkah v sezoni 1960, od tega se mu je trikrat uspelo kvalificirati na dirko, najboljši rezultat pa je dosegel na domači in zadnji dirki sezone za Veliko nagrado ZDA, kjer je zasedel deseto mesto.

## Popolni rezultati Formule 1
(legenda) (odebeljene dirke pomenijo najboljši štartni položaj, poševne pa najhitrejši krog, †-uvrščen kljub odstopu)
| Leto | Moštvo                     | Šasija     | Motor     | 1   | 2       | 3   | 4       | 5       | 6       | 7      | 8   | 9   | 10     | Prv | Toč |
| ---- | -------------------------- | ---------- | --------- | --- | ------- | --- | ------- | ------- | ------- | ------ | --- | --- | ------ | --- | --- |
| 1960 | Reventlow Automobiles Inc. | Scarab     | Scarab L4 | ARG | MON DNQ | 500 | NIZ DNS | BEL Ret | FRA DNS |        |     |     | ZDA 10 | -   | 0   |
| 1960 | Cooper Car Company         | Cooper T51 | Climax L4 |     |         |     |         |         |         | VB Ret | POR | ITA |        | -   | 0   |